# Internazionali Femminili di Palermo 2012 - Qualificazioni singolare
Le qualificazioni del singolare  dell'Internazionali Femminili di Palermo 2012 sono state un torneo di tennis preliminare per accedere alla fase finale della manifestazione. I vincitori dell'ultimo turno sono entrati di diritto nel tabellone principale. In caso di ritiro di uno o più giocatori aventi diritto a questi sono subentrati i lucky loser, ossia i giocatori che hanno perso nell'ultimo turno ma che avevano una classifica più alta rispetto agli altri partecipanti che avevano comunque perso nel turno finale.

## Giocatrici

### Teste di serie
1. Estrella Cabeza Candela (Qualificata)
2. Dia Evtimova (Qualificata)
3. Ol'ga Alekseevna Pučkova (secondo turno)
4. Tamaryn Hendler (primo turno)

1. Petra Rampre (primo turno)
2. Mădălina Gojnea (secondo turno)
3. Sacha Jones (ultimo turno)
4. Tereza Mrdeža (ultimo turno)

### Qualificate
1. Estrella Cabeza Candela
2. Dia Evtimova

1. Katalin Marosi
2. Valentina Ivachnenko

## Tabellone qualificazioni

### Sezione 1
|  | Primo turno | Primo turno             | Primo turno             | Primo turno | Primo turno |  |  | Secondo turno | Secondo turno           | Secondo turno           | Secondo turno   | Secondo turno |   |   | Ultimo turno | Ultimo turno            | Ultimo turno | Ultimo turno | Ultimo turno |  |
|  |             |                         |                         |             |             |  |  |               |                         |                         |                 |               |   |   |              |                         |              |              |              |  |
|  | 1           | Estrella Cabeza Candela | Estrella Cabeza Candela | 6           | 6           |  |  |               |                         |                         |                 |               |   |   |              |                         |              |              |              |  |
|  |             | Claudia Giovine         | Claudia Giovine         | 1           | 2           |  |  | 1             | Estrella Cabeza Candela | Estrella Cabeza Candela | 6               | 6             |   |   |              |                         |              |              |              |  |
|  | WC          | Francesca Brancato      | Francesca Brancato      | 0           | 1           |  |  |               | Maria Sakkarī           | Maria Sakkarī           | 0               | 1             |   |   |              |                         |              |              |              |  |
|  |             | Maria Sakkarī           | Maria Sakkarī           | 6           | 6           |  |  |               |                         |                         |                 |               |   |   | 1            | Estrella Cabeza Candela | 6            | 2            | 6            |  |
|  |             | Stephanie Kengson       | 6                       | 1           | 2           |  |  |               |                         | WC                      | Carolina Pillot | 1             | 6 | 0 |              |                         |              |              |              |  |
|  | WC          | Carolina Pillot         | 4                       | 6           | 6           |  |  | WC            | Carolina Pillot         | Carolina Pillot         | 6               | 7             |   |   |              |                         |              |              |              |  |
|  |             | Nastja Kolar            | Nastja Kolar            | 4           | 2           |  |  | 6             | Mădălina Gojnea         | Mădălina Gojnea         | 3               | 5             |   |   |              |                         |              |              |              |  |
|  | 6           | Mădălina Gojnea         | Mădălina Gojnea         | 6           | 6           |  |  |               |                         |                         |                 |               |   |   |              |                         |              |              |              |  |

### Sezione 2
|  | Primo turno     | Primo turno       | Primo turno       | Primo turno | Primo turno |  |  | Secondo turno | Secondo turno   | Secondo turno | Secondo turno | Secondo turno |   |   | Ultimo turno | Ultimo turno | Ultimo turno | Ultimo turno | Ultimo turno |  |
|  |                 |                   |                   |             |             |  |  |               |                 |               |               |               |   |   |              |              |              |              |              |  |
|  | 2               | Dia Evtimova      | Dia Evtimova      | 6           | 6           |  |  |               |                 |               |               |               |   |   |              |              |              |              |              |  |
|  |                 | Marina Šamajko    | Marina Šamajko    | 4           | 4           |  |  | 2             | Dia Evtimova    | 6             | 2             | 6             |   |   |              |              |              |              |              |  |
|  | Darija Jurak    | Darija Jurak      | 1                 | 6           | 3           |  |  |               | Renata Voráčová | 2             | 6             | 4             |   |   |              |              |              |              |              |  |
|  | Renata Voráčová | Renata Voráčová   | 6                 | 4           | 6           |  |  |               |                 |               |               |               |   |   | 2            | Dia Evtimova | Dia Evtimova | 6            | 6            |  |
|  | WC              | Camilla Rosatello | Camilla Rosatello | 5           | 5           |  |  |               |                 | 7             | Sacha Jones   | Sacha Jones   | 4 | 4 |              |              |              |              |              |  |
|  |                 | Vanda Lukács      | Vanda Lukács      | 7           | 7           |  |  |               | Vanda Lukács    | 6             | 1             | 2             |   |   |              |              |              |              |              |  |
|  | WC              | Aleda Rinciari    | Aleda Rinciari    | 1           | 2           |  |  | 7             | Sacha Jones     | 2             | 6             | 6             |   |   |              |              |              |              |              |  |
|  | 7               | Sacha Jones       | Sacha Jones       | 6           | 6           |  |  |               |                 |               |               |               |   |   |              |              |              |              |              |  |

### Sezione 3
|  | Primo turno            | Primo turno              | Primo turno             | Primo turno | Primo turno |  |  | Secondo turno | Secondo turno            | Secondo turno           | Secondo turno | Secondo turno |   |    | Ultimo turno | Ultimo turno   | Ultimo turno | Ultimo turno | Ultimo turno |  |
|  |                        |                          |                         |             |             |  |  |               |                          |                         |               |               |   |    |              |                |              |              |              |  |
|  | 3                      | Ol'ga Alekseevna Pučkova | 6                       | 3           | 6           |  |  |               |                          |                         |               |               |   |    |              |                |              |              |              |  |
|  |                        | Anna Remondina           | 3                       | 6           | 0           |  |  | 3             | Ol'ga Alekseevna Pučkova | 6                       | 2             | 3             |   |    |              |                |              |              |              |  |
|  | Katalin Marosi         | Katalin Marosi           | 3                       | 6           | 6           |  |  |               | Katalin Marosi           | 1                       | 6             | 6             |   |    |              |                |              |              |              |  |
|  | Giulia Gatto-Monticone | Giulia Gatto-Monticone   | 6                       | 3           | 4           |  |  |               |                          |                         |               |               |   |    |              | Katalin Marosi | 7            | 3            | 7            |  |
|  |                        | Beatriz García Vidagany  | Beatriz García Vidagany | 6           | 6           |  |  |               |                          | 8                       | Tereza Mrdeža | 65            | 6 | 65 |              |                |              |              |              |  |
|  | WC                     | Kacjaryna Dzehalevič     | Kacjaryna Dzehalevič    | 4           | 2           |  |  |               | Beatriz García Vidagany  | Beatriz García Vidagany | 3             | 1             |   |    |              |                |              |              |              |  |
|  |                        | Nicole Clerico           | Nicole Clerico          | 2           | 2           |  |  | 8             | Tereza Mrdeža            | Tereza Mrdeža           | 6             | 6             |   |    |              |                |              |              |              |  |
|  | 8                      | Tereza Mrdeža            | Tereza Mrdeža           | 6           | 6           |  |  |               |                          |                         |               |               |   |    |              |                |              |              |              |  |

### Sezione 4
|  | Primo turno    | Primo turno          | Primo turno          | Primo turno | Primo turno |  |  | Secondo turno        | Secondo turno        | Secondo turno        | Secondo turno        | Secondo turno |   |   | Ultimo turno     | Ultimo turno     | Ultimo turno | Ultimo turno | Ultimo turno |  |
|  |                |                      |                      |             |             |  |  |                      |                      |                      |                      |               |   |   |                  |                  |              |              |              |  |
|  | 4              | Tamaryn Hendler      | Tamaryn Hendler      | 65          | 4           |  |  |                      |                      |                      |                      |               |   |   |                  |                  |              |              |              |  |
|  |                | Catalina Castaño     | Catalina Castaño     | 7           | 6           |  |  |                      | Catalina Castaño     | Catalina Castaño     | 6                    | 6             |   |   |                  |                  |              |              |              |  |
|  | WC             | Corinna Dentoni      | Corinna Dentoni      | 6           | 6           |  |  | WC                   | Corinna Dentoni      | Corinna Dentoni      | 3                    | 0             |   |   |                  |                  |              |              |              |  |
|  |                | Lina Stančiūtė       | Lina Stančiūtė       | 4           | 2           |  |  |                      |                      |                      |                      |               |   |   | Catalina Castaño | Catalina Castaño | 6            | 2            | 3            |  |
|  | Jasmina Tinjić | Jasmina Tinjić       | Jasmina Tinjić       | 1           | 4           |  |  |                      |                      | Valentina Ivachnenko | Valentina Ivachnenko | 3             | 6 | 6 |                  |                  |              |              |              |  |
|  | Teodora Mirčić | Teodora Mirčić       | Teodora Mirčić       | 6           | 6           |  |  | Teodora Mirčić       | Teodora Mirčić       | Teodora Mirčić       | 3                    | 4             |   |   |                  |                  |              |              |              |  |
|  |                | Valentina Ivachnenko | Valentina Ivachnenko | 6           | 6           |  |  | Valentina Ivachnenko | Valentina Ivachnenko | Valentina Ivachnenko | 6                    | 6             |   |   |                  |                  |              |              |              |  |
|  | 5              | Petra Rampre         | Petra Rampre         | 1           | 1           |  |  |                      |                      |                      |                      |               |   |   |                  |                  |              |              |              |  |